# آبشار واترویل
آبشار واترویل (به انگلیسی: Waterwheel Falls) آبشاری است که در ایالات متحده آمریکا واقع شده و ارتفاع کلی ریزشگاه آن ۹ متر است.